# Ernst Pringsheim
Ernst Pringsheim (Breslau, 11 juli 1859 - Breslau, 28 juni 1917) was een Duitse experimentele natuurkundige.
Hij stamde uit een welgestelde Silezische koopmansfamilie van joodse afkomst. Hij studeerde aan verscheidene Duitse universiteiten en promoveerde in 1882 met zijn werk over de Radiometer van Crookes. Daarmee verkreeg hij het doceerrecht als professor. Van 1896 tot 1905 was hij professor aan de universiteiten van Berlijn waar hij een samenwerking begon met Otto Lummer. Nadien werkte hij in Breslau. Hij was vooral zeer vakbekwaam op het gebied van de optica.
In 1881 ontwikkelde hij een spectrometer waarmede golflengten in het infrarode golflengtegebied op nauwkeurige wijze konden worden gemeten. In 1899 publiceerde hij samen met Otto Lummer de resultaten van zorgvuldig uitgevoerde en nauwkeurige metingen aan de zwarte straling. De resultaten van die metingen vormden de grondslag voor de acceptatie van de revolutionaire theorie die door de jonge Duitse theoretische fysicus Max Planck op basis van thermodynamische overwegingen was ontwikkeld. Planck had voor het oplossen het bestaande probleem van de energieverdeling van de zwarte straling de hypothese ingevoerd dat die energie niet op continue wijze met de omgeving kon worden uitgewisseld. Uit deze hypothese ontwikkelde zich later de kwantumtheorie.

## Referentie
- (de)  Die Vertheilung der Energie im Spectrum des schwarzen Körpers, O. Lummer & E. Pringsheim, Verhandlungen der Deutsche Physikalische Gesellschaft, 1899, nr. 1 pp. 23 - 41